# جرثوم نيلي فطري مهلك
جرثوم نيلي فطري مهلك (الاسم العلمي: Janthinobacterium agaricidamnosum) هي نوع من البكتيريا، سلبية الغرام، تتبع الجرثومات نيلية.